# Yasmin Wijnaldum
Pour les articles homonymes, voir Wijnaldum.
Yasmin Wijnaldum est une mannequin néerlandaise née le 10 juillet 1998 à Amsterdam. D'origine hollandaise et surinamaise, elle commence sa carrière en participant au concours Elite Model Look en 2014, représentant les Pays-Bas lors de la finale mondiale. Elle signe ensuite avec l'agence Elite Model Management à Amsterdam.

## Jeunesse
Yasmin Wijnaldum est d'origine hollandaise et surinamaise. Elle est née et a grandi à Amsterdam et réside à New York, qu’elle considère comme sa ville préférée. Elle a une sœur aînée, Brandi Quinones, qui était mannequin aux Pays-Bas dans les années 1990.

## Carrière
Yasmin Wijnaldum fait ses débuts en tant que mannequin alors qu'elle est en dernière année de High School en participant au concours Elite Model Look 2014. Elle indique y avoir représenté les Pays-Bas lors de la finale mondiale et gagne un contrat avec la succursale d'Amsterdam d'Elite Model Management. [source secondaire souhaitée]
Après avoir signé avec Elite et The Society, elle a fait ses débuts en automne 2015 sur les défilés Haute Couture  de Valentino et de Jean-Paul Gaultier, et participe ponctuellement à quelques défilés pour Prada, Chloé (entreprise), Lanvin et la maison de prêt-à-porter espagnole Loewe, .
En 2016, elle est choisie par  Prada pour la saison printemps/été,. Sa première couverture de magazine est pour le numéro d'été 2016 du magazine I-D.
Par la suite, entre 2017 et 2023, elle multiplie les défilés pour des marques de mode (Calvin Klein, Giorgio Armani,Versace, Chanel,…)  pour des créateurs de mode ou d'accessoires (Oscar de la Renta, Tag Heuer, Victoria's Secret, …) et des manifestations professionnelles (Harper's Bazar, Vanity Fair's Awards, CFDA Fashion Awards).
Elle a fait la une de nombreux numéros d'éditions américaines ou locales de Vogue,, ainsi que sur Dazed, Numéro (magazine) ou CR Fashion Book.
Elle est classée depuis 2018 par le site The Business of Fashion comme l'un des 500 noms de la mode qui comptent.
Yasmin Wijnaldum est classée en 2017 comme l'un des 50 modèles les plus sexy par models.com.